# Бургазлии
Бургазлии са жителите на град Бургас, България. Това е списък на видни представители.

## Родени в Бургас
- Агоп Мелконян (10 март 1949 – 23 юли 2006) – писател фантаст, преводач, журналист, университетски преподавател и книгоиздател.
- Анка Върбанова Попова – Мур – музикант, дъщеря на композитора Върбан Попхристов Върбанов, основал първото музикално училище в Бургас. С дарение на Анка и сестра ѝ Цвета е изграден Домът за стари хора в гр. Бургас. За жеста сестрите Върбанови са обявени за почетни граждани на гр. Бургас. От 2000 година Домът за стари хора носи техните имена.
- Антон Дончев (р. 14 септември 1930) – съвременен писател, академик на БАН. Известен е в страната и в чужбина с романа си „Време разделно“.
- Апостол Карамитев (17 октомври 1923 – 9 ноември 1973) – театрален и филмов актьор.
- Атанас Киров (р. 24 септември 1946) – български състезател по вдигане на тежести, няколко пъти световен и европейски шампион.
- Атанас А. Лимонов, български революционер от ВМОРО, четник на Лука Джеров[1]
- Андрей Тодоров (10.04.1967) - национален и интернационлен шампион по спортни танци
- Божидар Божанов (р. 1987) – политик
- Бойчо Ангелов (р. 26 януари 1957) – художник приложник.
- Валентин Иванов (р. 1 юли 1967) – астроном, работещ в Европейската южна обсерватория, автор на научна фантастика.
- Валентин Фъртунов (15 август 1957 – 9 март 2014) – писател, издател и журналист.
- Васил Ангелов, македоно-одрински опълченец, 3 рота на 3 солунска дружина[2]
- Васил Димитров (р. 1933) – колоездач и треньор.
- Варненски и Преславски митрополит Симеон (9 февруари 1840 – 23 октомври 1937)
- Венда Райкова (р. 14 декември 1942) – поетеса.
- Венко Пиперов
- Венцислав Витанов (р. 1950) – поет, художник.
- Виолета Масларова (25 октомври 1925 – 6 август 2006) – художник, живопис.
- Виолета Пефтичева (р. 4 юни 1988) - фотограф
- Владимир Василев (4 ноември 1883 – 27 декември 1963) – литературен и театрален критик.
- Владимир Владимиров (р. 1948) – художник, карикатурист.
- Генко Генов (1928 – 30 септември 1993) – създател на фестивала „Златният Орфей“.
- Георги Баев – Джурлата (9 ноември 1924 – 18 февруари 2007) – художник, маринист.
- Георги Дюлгеров (р. 30 септември 1943) – режисьор, сценарист и продуцент.
- Георги Дюлгеров (певец) (р. 7 септември 1980) – поп изпълнител, композитор.
- Георги Калоянчев (13 януари 1925 – 18 декември 2012) – актьор.
- Георги Каназирски (28 април 1884 – 17 юли 1939) – бивш кмет на Бургас.
- Георги Каприев (р. 6 март 1960) – професор по философия, основател на българската философска византинистика.
- Георги Караджов (р. 25 май 1958) – оперен певец, поет, прозаик.
- Георги Костадинов (р. 3 март 1950) – олимпийски шампион по бокс (злато – Мюнхен 1972).
- Георги Найденов (6 август 1949 – 10 януари 2014) – поп певец и музикант.
- Георги Раданов (28 юли 1924 – 24 декември 1991) – актьор.
- Гиньо Ганев (2 март 1928 – 18 декември 2016) – политик, народен представител и национален омбудсман.
- Янчо Михайлов (свещеник Йоан Карамихалев) (р. 12 септември 1957) – богослов, поет, преводач, преподавател и свещенослужител на БПЦ.
- Даниел Божков (р. 1959) – художник.
- Даниел Костов (р. 9 април 1962) – дмн, професор по хирургия, началник катедра Хирургия при Военноморска болница, Варна към Военномедицинска академия София. Специалист в заболяванията на черен дроб, панкреас, жлъчен мехур, жлъчни пътища, дебело черво, стомах, хранопровод и лапароскопска хирургия.
- Димитър Аврамов (6 септември 1929 – 1 май 2008) – философ, изкуствовед.
- Димитър Атанасов (р. 31 декември 1985) – певец, композитор.
- Димитър Георгиев, деец на ВМОРО, четник на Михаил Даев[3]
- Димитър Димитров – Херо (р. 9 юни 1959) – треньор по футбол.
- Димитър Каракостов (17 февруари 1888 – 4 февруари 1979) – инженер, бивш кмет на Бургас.
- Димитър Костадинов (р. 11 септември 1948) – поет, писател, критик.
- Димитър Николов (р. 18 май 1967) – икономист и политик, кмет на Община Бургас от 2007 година.
- Димитър Рачков (р. 18 септември 1972) – актьор и телевизионен водещ.
- Димитър Таралежков
- Димо Ангелов – колоездач на столетието на България, олимпийски състезател (три 6-и места, Мюнхен 1972).
- Димо Василев (р. 1960) – оперен певец.
- Динко Хаджидинев (21 ноември 1926 – 21 април 2005) – треньор по баскетбол, автор на книгата „Бургас – есенни сънища“.
- Евгени Динев (р. 6 юни 1976) – фотограф пейзажист.
- Елжана Попова (р. 21 януари 1962) – актриса.
- Емил Чакъров (29 юни 1948 – 4 август 1991) – музикант и диригент.
- Екатерина Бъчварова (21.06.1968) - национална и интернационлна шампионка по спортни танци
- Иван Арабов (р. 8 август 1934) – оперен певец.
- Иван Ванев (1938 – 25 декември 2007) – стругар и поет, написал текста „Бургаски вечери“.
- Иван Коларов (р. 23 октомври 1948) – музикант и композитор („Бургаски вечери“).
- Иван Кьосев (5 февруари 1933 – 2 октомври 1994) – художник, график и илюстратор.
- Иван Ланджев (р. 1960) – доктор и професор на математическите науки. Има множество публикации в областите на теоретичната информатика, теорията на кодирането, криптографията, алгебрата и теорията на числата.
- Иво Тасев – Арманито (р. 1960) – поет, драматург и стажант-репортер.
- Иво Янакиев (р. 12 октомври 1975) – гребец, олимпийски шампион (бронз, Атина 2004 – гребане скиф).
- Илиян Иванов (р. 18 юли 1963) – български и американски психиатър, художник, музикант и филмов продуцент, почетен гражданин на Бургас.
- Йордан Ангелов – Даката (р. 21 април 1969 г.) – художник.
- Каприел Каприелян (р. 1930) – бокс, носител на купа „Странджа“ (1954 г.)
- Катя Зехирева (10 декември 1926 – 26 август 2009) – актриса
- Кети Пану (1927 – 2008) – гръцка актриса
- Киран Коларов (р. 31 март 1946) – актьор и режисьор.
- Кирил Дончев (р. 21 февруари 1936) – композитор и автор на филмова музика.
- Кирил Турлаков, деец на ВМОРО, четник на Михаил Даев[3]
- Кичка Бодурова (р. 29 ноември 1955) – българска поп певица.
- Кольо Кехайов (р. 1945) – художник и скулптор.
- Коста Кехайов (6 април 1888 – 13 февруари 1926) – адвокат, бивш кмет на Бургас.
- Коста Проданов (1889 – 1 април 1956) – инженер, бивш кмет на Бургас.
- Костас Варналис (26 февруари 1884 – 16 декември 1974) – гръцки поет, романист, публицист и общественик, роден и отрасъл в България.
- Коста Костов (р. 4 юли 1955) – дм, доцент, началник Клиника по пулмология и фтизиатрия, Военномедицинска академия, София
- Красимир Гюлмезов (р. 10 февруари 1961) – поп певец, музикант, композитор и аранжор
- Кристиян Тодоров (р. 10 май 1992) – художник, публицист и модел.
- Кръстьо Станишев (12 май 1933 – 2 януари 2019) – български поет и преводач.
- Лазар Николов (26 май 1922 – 7 февруари 1995) – композитор и музикален педагог.
- Лидия Стаматова (р. 27 април 2001) – българска попфолк и поп певица.
- Люба Алексиева (р. 19 ноември 1926) – актриса.
- Любомир Бодуров (1922 – 1992) – оперен певец.
- Любомир Воденичаров (1925 – 1992) – лекар хирург, ортопед и поет.
- Любомир Добрев (р. 10 август 1937) – актьор.
- Манче Делчев, български революционер от ВМОРО, четник на Йордан Спасов[4]
- Мариана Карагьозова-Финкова (р. 1949) – юристка
- Мария Бакалова – актриса (р. 1996)
- Мария Димитрова (Баръмова) (р. 1974) – председател на фондация „Безопасни улици от Валя“.
- Мария Мутафчиева – Мери (р. 10 февруари 1973) – вокал на група Мери Бойс Бенд.
- Мария Статулова (р. 13 септември 1953) – театрална и кино актриса.
- Месроб Енгибаров – Емо (20 януари 1949 – 26 август 2007) – фотограф и общественик.
- Милен Николов Добрев – боец К-1.
- Милка Стоянова (р. 3 декември 1949) – поетеса.
- Милка Янакиева (р. 27 юли 1924) – оперетна и естрадна певица и драматична актриса от близкото минало.
- Мирослав Мутафчиев (р. 20 септември 1969) – китарист на група Мери Бойс Бенд.
- Михаил Попов (р. 11 ноември 1969) – секретар на фондация „Безопасни улици от Валя.
- Невена Мандаджиева (р. 6 юли 1941) – актриса.
- Неделчо Карабелов (13 декември 1939 – 17 януари 2021) – архитект.
- Недялко Йорданов (р. 18 януари 1940) – поет и драматург, носител на награда „Златен Орфей“ за цялостно творчество през 1997 г.
- Нейчо Попов (13 юли 1924 – 20 март 1974) – режисьор и актьор.
- Нико Попов (12 октомври 1836 – 5 септември 1905) – бивш кмет на Бургас.
- Никола Александров (1 януари 1860 – 21 май 1935) – бивш кмет на Бургас.
- Никола Вълков (декември 1861 – 7 юли 1903) – адвокат, бивш кмет на Бургас.
- Никола Гьомуш, деец на ВМОРО, четник на Михаил Даев[3]
- Никола Инджов (р. 30 септември 1935) – поет, публицист, есеист, преводач на поезия от испански, португалски, руски и сръбски.
- Никола Нейков (1934) – боксьор.
- Никола Странджански (8 април 1932 – 7 септември 2009) – журналист, писател и преводач.
- Никола Съботинов (р. 13 септември 1941) – учен физик, академик, председател на БАН (2008 – 2012).
- Пенка Седларска (р. 9 май 1949) – изкуствовед и художник.
- Олга Шевкенова (р. 27 септември 1934) – пианист.
- Панайот Бончев (р. 31 декември 1933) – химик.
- Панайот Русалиев (1846 – 10 октомври 1922) – бивш кмет на Бургас.
- Паулина Станчева (31 януари 1907 – 12 юли 1991) – писател на детска литература.
- арх. Петко Йовчев (24 август 1955 – 11 май 2012) – почетен член на Съюз на архитектите в България.
- Петко Маринов (р. 11 юни 1949) – баскетболист и треньор.
- Петър Пондев (11 юни 1914 – 12 ноември 1984) – литературен критик.
- Петя Дубарова (25 април 1962 – 4 декември 1979) – поетеса.
- Православа Гугучкова (р. 1 декември 1941) – офталмолог.
- Продан Проданов (23 юни 1933 – 20 декември 2009) – бивш кмет на Бургас.
- Радостин Кишишев (р. 30 юли 1974) – футболист.
- Радостин Дамасков (р. 29 декември 1959) – скулптор и художник.
- Райна Кабаиванска (р. 15 декември 1934) – оперна певица.
- Рафи Бохосян (р. 29 януари 1993) – поп певец.
- Рашко Ломски (р. 24 септември 1961) – боксьор, световен вицешампион и европейски шампион (сребърен медал за световната купа по бокс от Монреал, Канада, 1981).
- Русанка Ляпова (р. 17 януари 1966) – преводач
- Руси Петров (р. 16 април 1944) – борец, световен шампион и вицешампион (златен медал на световно първенство София, България, 1971; сребърен медал от световно първенство Мар дел Плата, Аржентина, 1969).
- Руси Гочев (р. 9 март 1958) – футболист.
- Руси Стоянов (р. 1955) – художник.
- Руси Чанев (р. 18 септември 1945) – драматичен и филмов актьор.
- Светозар Неделчев -  драматичен и филмов актьор.
- Симеон Шивачев – Моната (р. 4 май 1970) – художник.
- Стайко Славов (1960 – 2006) – актьор, режисьор.
- Стефан Делчев (22 март 1950 – 26 юни 2019) – художник живописец, поет.
- Стефан Възелов (1926 - 2011) - лекар, хирург
- Стефан Диомов (р. 16 февруари 1945) – композитор.
- Стефан Нейчев – колоездач.
- Стефан Тинтеров – Вен Тин (22 март 1885 – 6 юни 1912) – поет символист.
- Стефан Чапкънов (1938 – 2020) – основател ансамбъл „Странджа“.
- Стефка Йорданова (1947 – 17 януари 2011) – европейска шампионка по лека атлетика в дисциплината 800 метра гладко бягане (Ротердам, 1973).
- Стивън Апостолов (1928 – 2005) – американски режисьор
- Стойко Сакалиев – Саката (р. 25 март 1979) – футболист.
- Стоян Каралев (р. 1930) – диригент хор „Родна песен“.
- Стоян Райчевски (р. 1 юли 1944) – публицист, политик, историк и етнограф.
- Стоян Цанев (28 февруари 1946 – 5 февруари 2019) – художник, график и живописец.
- Теодора Стойкова (р. 3 юни 1982) – българска попфолк певица.
- Тодор Кръстев (р. 24 февруари 1940) – архитект новия мостик.
- Тодор Пеев (р. 1937) – професор химик.
- Тони Димитрова (р. 10 януари 1963) – певица.
- Тончо Русев (20 април 1932 – 10 април 2018) – композитор, диригент и музикант.
- Тончо Токмакчиев (р. 2 май 1963) – актьор.
- Хари Арабян (р. 19 януари 1959) – скулптор.
- Хиндо Касимов (11 октомври 1934 – 24 юли 1986) – актьор.
- Хрант Баклаян (р. 1906) – архитект.
- Христо Зайков (р. 1961) – колоездач.
- Ясен Русалиев (1852 – 10 октомври 1917) – бивш кмет на Бургас.
- Златка Димитрова (р. 1984) - модел
- Янис Йоанидис (1900 – 1967) – гръцки комунист

## Починали в Бургас
- Аристотел Димов – професор, ректор на ВХТИ.
- Атанас Сиреков (29 август 1898 – 16 ноември 1939) – кмет на Бургас.
- Атанас Славов (1860 – 1924) – общественик, кмет на Бургас.
- Владимир Бурилков (1882 – 2 декември 1968) – журналист.
- Георги Шагунов (15 март 1873 – 10 ноември 1948) – композитор и диригент.
- Григор Дяков (1865 – 10 август 1945) – бивш кмет на Бургас.
- Дамян Заберски (7 април 1929 – 23 януари 2006) – художник.
- Димитър Стефанов (15 август 1872 – 12 февруари 1940) – български революционер и политик.
- Димитър Бракалов (10 януари 1840 – 14 декември 1903) – кмет на Бургас.
- Дянко Пръвчев (10 октомври 1889 – 14 януари 1944) – кмет на Бургас.
- Иван Хаджипетров (1834 – 1909) – кмет на Бургас.
- Йови Воденичаров (1850 – 15 април 1915) – кмет на Бургас.
- Коста Проданов (1889 – 1 април 1956) – кмет на Бургас.
- Кръстю Недялков (1932 – 1989) – художник.
- Лалю Недев (1885 – 14 януари 1930) – кмет на Бургас.
- Милка Коларова (1927 – 2021) – дългогодишен преподавател в ЕСПУ „Васил Левски“ – гр. Малко Търново, краевед, автор на книгите: „Малко Търново – Страници от миналото“ (I и II част) и „Евренозово през вековете“, почетен гражданин на Малко Търново от 2015 година
- Никола Вълков (декември 1861 – 7 юли 1903) – кмет на Бургас.
- Николай Искъров (28 юни 1951 – 23 август 2001) – поет.
- Панайот Русалиев (1846 – 10 октомври 1922) – кмет на Бургас.
- Петко Росен (Петко Чорбаджиев – 15 октомври 1880 – 30 април 1944) – писател, критик, юрист, политик.
- Иван Цанков (1840 – 1925) – български революционер, бивш кмет на Бургас.
- Иван Минтов (1858 – 18 февруари 1908) – кмет на Бургас.
- Иван Джелепов (16 октомври 1878 – 14 януари 1930) – кмет на Бургас.
- Петко Дачев (1943 – 2010) – акордеонист
- Петко Росен (Петко Чорбаджиев – 15 октомври 1880 – 30 април 1944) – писател, критик, юрист, политик.
- Петър Житаров (8 ноември 1876 – 10 февруари 1938) – кмет на Бургас.
- Продан Гарджев (8 април 1936 – 5 юли 2003) – борец, олимпийски шампион.
- Продан Проданов (23 юни 1933 – 20 декември 2009) – кмет на Бургас.
- Стайко Неделчев (18 май 1914 – ?) – дипломат и кмет на Бургас.
- Стефан Чапкънов (1938 – 2020) – основател ансамбъл „Странджа“.
- Стефка Йорданова (1947 – 2011) – бегачка
- Христо Богоев (25 ноември 1855 – 14 януари 1930) – адвокат, кмет на Бургас.
- Цоня Дражева (26 юли 1954 – 7 юни 2013) – археолог, историк, културовед
- Бистра Кантарева ( 21 юли 1941г.- 15 януари 2021г.) -  актриса
- Илия Буржев ( 26 май 1931г.- 15 август 2008г.) - поет

## Други
- Васил Стумбев, български революционер, пунктов ръководител на ВМРО за Бургас [5]

- Атанас Карафезлиев (10 декември 1966, Поморие) – музикант тромбонист, професор д-р, преподавател в НМА в София, Симф. орк. на БНР.
- Генко Генков (1 февруари 1923 – 3 март 2006) – художник.
- Иван Карайотов (р. 20 декември 1941, с. Лозен, Хасковска област) – виден изследовател на Бургаския регион.
- Константин Ташев (18 септември 1935 – 1990) – композитор („Момчето, което говори с морето“).
- Милка Стоева (11 ноември 1926, гр. Айтос – 2002) – хоров диригент.
- Радко Ловджиев (р. 19 октомври 1930) – диригент, създател и ръководител на вокална формация „Чайка“ и ансамбъл „Ат. Манчев“.
- Стоимен Сарафов (1865 – 1931) – политик и стопански деец, на когото е наречено село Сарафово (днес квартал на Бургас).
- Тодор Икономов (р. 10 септември 1835, с. Жеравна – 9 ноември 1892) – бургаски префект.
- Филип Кутев (1903 – 1982) – композитор и диригент.
- Христо Фотев (25 март 1934, Истанбул, Турция – 27 юли 2002, София, България) – поет.
- Милена Буржева ( 17 февруари 1972) поетеса, писателка, театрален критик.